# Grupo 42
El Grupo 42 (en checo: Skupina 42) fue un grupo artístico checo formalmente establecido en 1942 (aunque sus orígenes se remontan a 1938-1939). Su actividad cesó en 1948, pero su influencia en la literatura y el arte checo perduró más allá.
El grupo fue influido principalmente por el civilismo, el cubismo, el futurismo, el constructivismo, y un poco por el surrealismo. Su obra muestra una característica fascinación hacia la tecnología, que se puede apreciar en su frecuente interés por las ciudades, las fábricas, la industria y las máquinas. Los personajes humanos son, por lo general, ciudadanos de a pie.
El artículo El mundo en el que vivimos (en checo: Svět, v němž žijeme) de Jindřich Chalupecký proporcionó al Grupo 42 su base teórica.

## Miembros
| - Ivan Blatný - Jan Hanč - Jiřina Hauková - Josef Kainar - Jiří Kolář (también artista visual) | - František Gross - František Hudeček - Jan Kotík - Kamil Lhoták - Bohumír Matal - Jan Smetana - Karel Souček | - Ladislav Zívr - Miroslav Hák - Jindřich Chalupecký - Jiří Kotalík |